# Koepelkerk (Berlikum)
De Koepelkerk is een kerkgebouw te Berlikum in de Nederlandse provincie Friesland. De kerk is een rijksmonument.

## Beschrijving
De koepelkerk met een achtkantige koepel werd gebouwd van 1777 tot 1779 op de fundamenten van de oude kruiskerk uit de 14e eeuw met zadeldaktoren die niet meer gerestaureerd kon worden. Willem Douwes, oud-stadsbouwmeester van Harlingen, maakte de tekening van de kerk naar een plattegrond uit het leerboek van Simon Bosboom. Willem Douwes had eerder de Sint-Willibrorduskerk te Holwerd ontworpen.
In de lantaarn hangt een kleine luidklok (1593) afkomstig uit de oude kerk. De klok uit 1663 van Jurjen Balthasar werd in 1798 verkocht. Er is ook een grafzerk van de moeder van Pieter Stuyvesant bewaard gebleven. Het orgel uit 1780 is gemaakt door Johannes Mitterreither. 

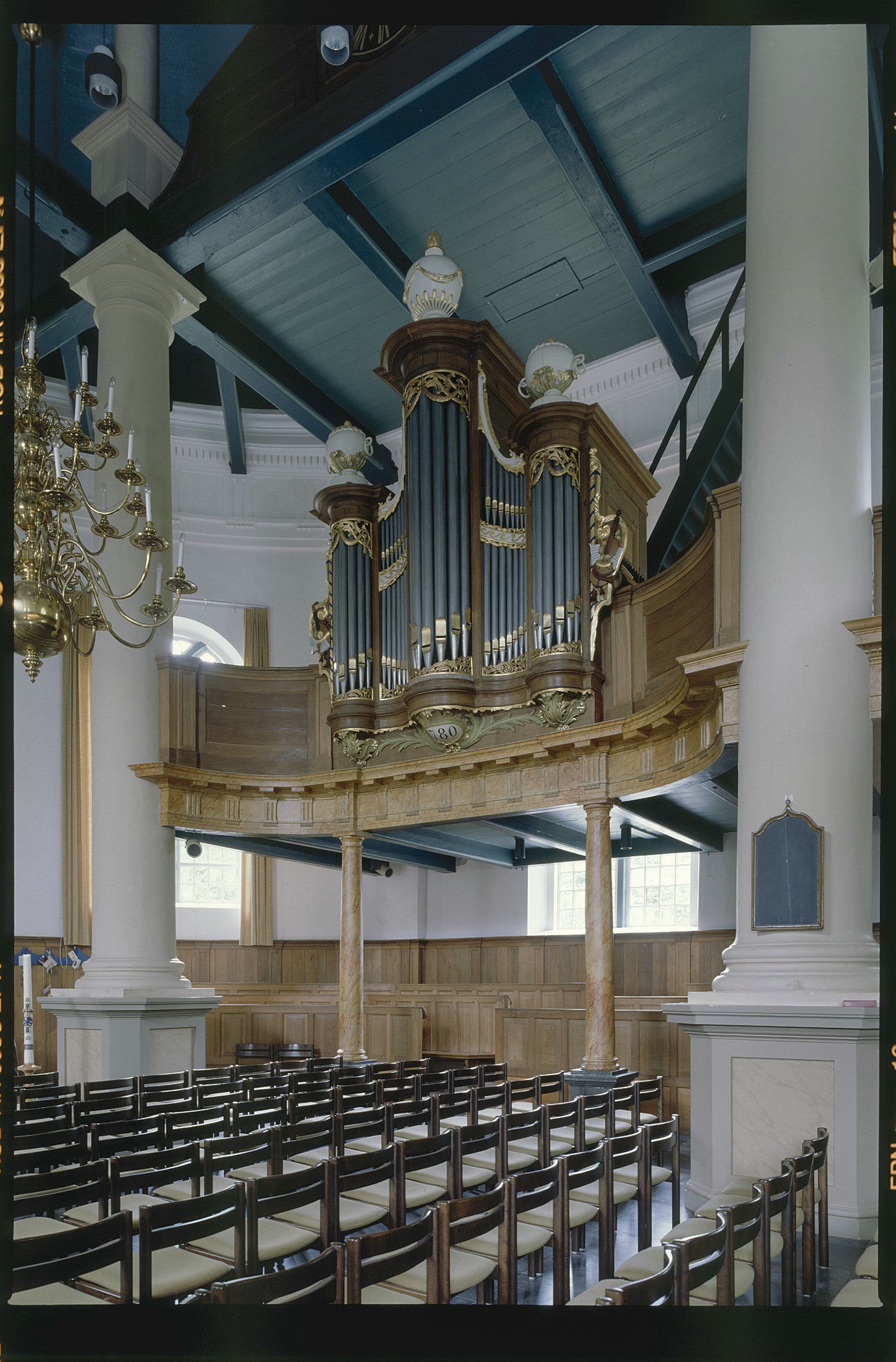
Interieur met orgel (1999)
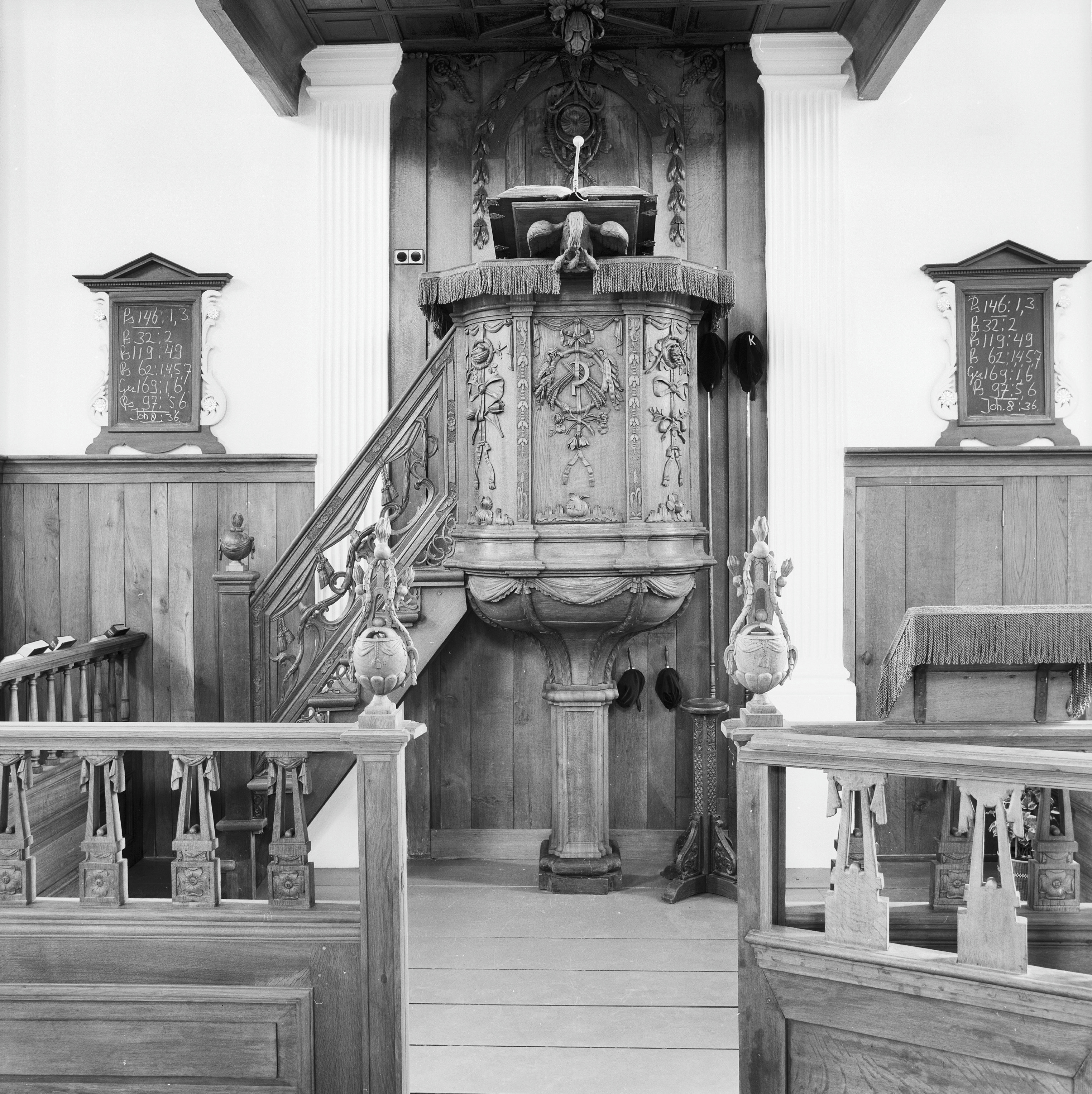
Preekstoel (1980)

## Trivia
- De koepel van de kerk herbergt een kolonie vleermuizen.